# Сільяперлата
Сільяперлата (ісп. Cillaperlata) — муніципалітет в Іспанії, у складі автономної спільноти Кастилія-і-Леон, у провінції Бургос. Населення — 40 осіб (2010).
Муніципалітет розташований на відстані близько 260 км на північ від Мадрида, 49 км на північний схід від Бургоса.

## Демографія
Динаміка населення (INE ):